# استار میکرونیکس
استار میکرونیکس (انگلیسی: Star Micronics) شرکت الکترونیک ژاپنی است، که در سال ۱۹۴۷ تأسیس شد.